# Fay-le-Clos
Fay-le-Clos is een gemeente in het Franse departement Drôme (regio Auvergne-Rhône-Alpes) en telt 169 inwoners (1999). De plaats maakt deel uit van het arrondissement Valence.

## Geografie
De oppervlakte van Fay-le-Clos bedraagt 4,6 km², de bevolkingsdichtheid is 36,7 inwoners per km².

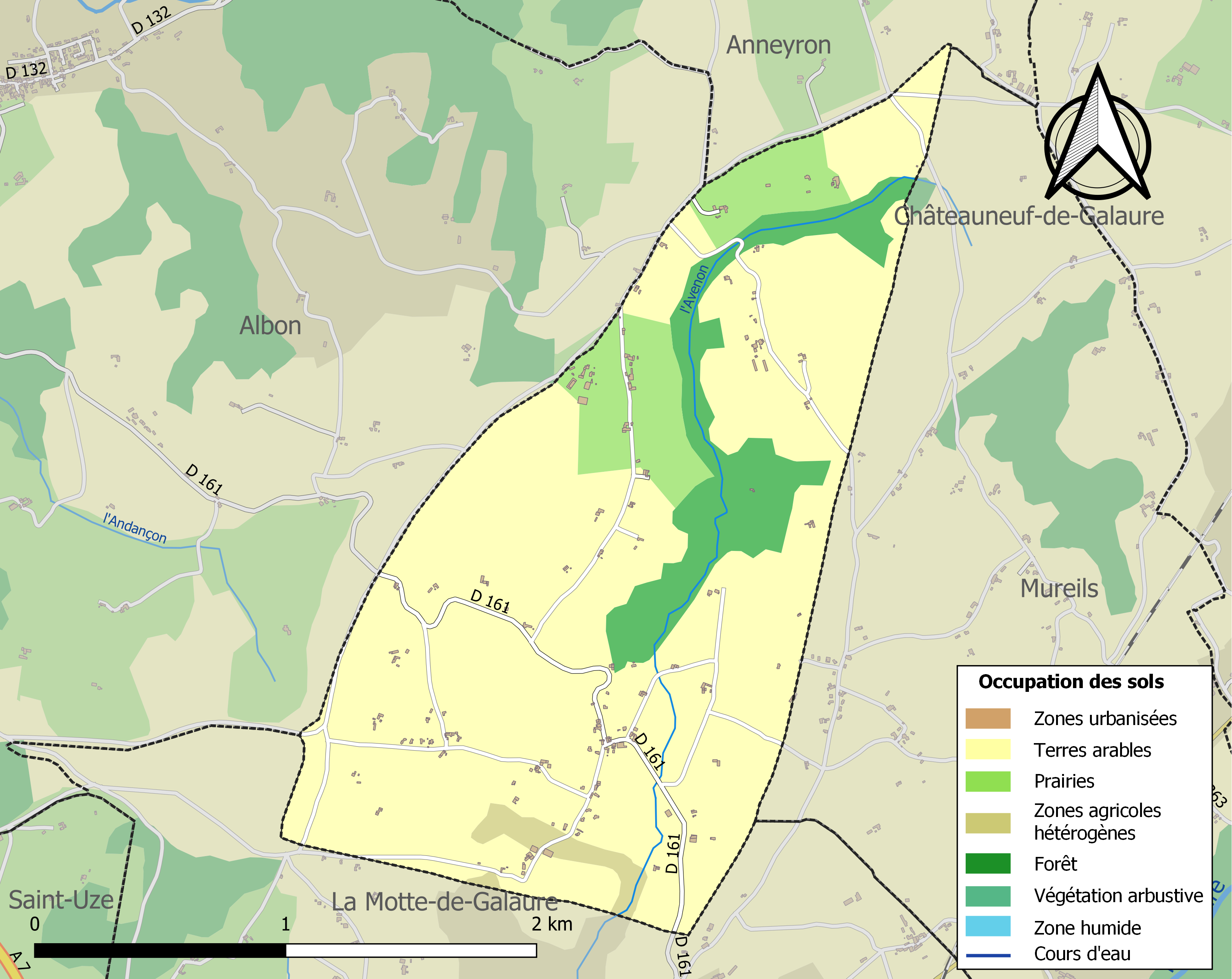
Kaart van de gemeente met belangrijkste infrastructuur, bodemgebruik en omliggende gemeenten

## Demografie
Onderstaande figuur toont het verloop van het inwonertal (bron: INSEE-tellingen).